# All Star Shore
All Star Shore es un programa de televisión de competencia de telerrealidad estadounidense de Paramount+ estrenada el 29 de junio de 2022. Es un sucesor de Jersey Shore que presenta a estrellas de televisión de todo el mundo mientras viven juntos en una casa de verano en Gran Canaria, España, para competir por un premio de $150,000 dólares.

## Producción
La serie se anunció el 15 de febrero de 2022, cuando Paramount+ anunció su nueva lista de programas. Fue grabada en España durante la pandemia de COVID-19 entre noviembre y diciembre de 2021, el elenco tuvo que pasar por un período de cuarentena antes de que comenzara el rodaje.

## Temporada 1 (2022)
La primera temporada se estrenó el 29 de junio de 2022. El 3 de junio de 2022, se confirmaron 14 miembros del elenco, incluyendo a miembros de la franquicia Shore de MTV, entre ellos, Angelina Pivarnick, Bethan Kershaw, Chloe Ferry, James Tindale, Karime Pindter, Luis Caballero y Ricardo Salusse, además de Joey Essex, Vanessa Vanjie Mateo, Johnny Middlebrooks, Trina Njoroge, Blake Horstmann, Giannina Gibelli y Marina Gregory. 

### Participantes
| Nombre                   | Programa original         | Resultado  |
| ------------------------ | ------------------------- | ---------- |
| James Tindale            | Geordie Shore             | Ganadores  |
| Marina Gregory           | The Circle: Brasil        | Ganadores  |
| Karime Pindter           | Acapulco Shore            | Finalistas |
| Ricardo Salusse          | Rio Shore                 | Finalistas |
| Luis "Potro" Caballero   | Acapulco Shore            | Finalistas |
| Vanessa Vanjie Mateo(en) | RuPaul's Drag Race 10     | Finalistas |
| Angelina Pivarnick       | Jersey Shore              | Eliminados |
| Johnny Middlebrooks      | Love Island USA 2         | Eliminados |
| Bethan Kershaw           | Geordie Shore             | Eliminados |
| Blake Horstmann          | The Bachelorette 14       | Eliminados |
| Giannina Gibelli         | El amor es ciego          | Eliminadas |
| Trina Njoroge            | Love Island USA 3         | Eliminadas |
| Joey Essex               | TOWIE                     | Eliminados |
| Mike Mulderrig           | Lindsay Lohan: Beach Club | Eliminados |
| Chloe Ferry              | Geordie Shore             | Retirada   |

### Formato del juego
| Episodios | Episodios          | Ganadores        | Parajes del Exilio | Parajes del Exilio         | Juego del Exilio    | Resultado del Exilio | Resultado del Exilio |
| #         | Juego del Paraíso  | Ganadores        | Último Lugar       | Enviados por los Ganadores | Juego del Exilio    | Ganadores            | Exiliados            |
| --------- | ------------------ | ---------------- | ------------------ | -------------------------- | ------------------- | -------------------- | -------------------- |
| 1/2       | Party Pong         | Angelina & Joey  | Johnny & Trina     | Chloe & Potro              | Chummin' It Up      | Johnny & Trina       | Chloe & Potro        |
| 3/4       | Poppin' Bottles    | Ricardo & Vanjie | Angelina & Joey    | Bethan & Marina            | Dumpster Diving     | Angelina & Joey      | Bethan & Marina      |
| 5/6/7     | Keg Stand          | Blake & James    | Chloe & Potro      | —                          | What a Load of Crap | Potro & Vanjie       | Chloe & Joey         |
| 8/9       | Host With the Most | James & Marina   | Giannina & Trina   | Angelina & Johnny          | Climb That Wood     | Angelina & Johnny    | Giannina & Trina     |
| #         | Juego del Paraíso  | Ganadores        | Parajes del Exilio | Parajes del Exilio         | Juego del Exilio    | Ganadores            | Eliminados           |
| 10/11     | Shots and Found    | Karime & Ricardo | Angelina & Johnny  | Angelina & Johnny          | Haunted Vineyard    | Potro & Vanjie       | Angelina & Johnny    |
| 10/11     | Shots and Found    | Karime & Ricardo | Bethan & Blake     | Bethan & Blake             | Haunted Vineyard    | Potro & Vanjie       | Bethan & Blake       |
| 10/11     | Shots and Found    | Karime & Ricardo | Giannina & Trina   | Giannina & Trina           | Haunted Vineyard    | Potro & Vanjie       | Giannina & Trina     |
| 10/11     | Shots and Found    | Karime & Ricardo | Joey & Mike        | Joey & Mike                | Haunted Vineyard    | Potro & Vanjie       | Joey & Mike          |
| 10/11     | Shots and Found    | Karime & Ricardo | Potro & Vanjie     | Potro & Vanjie             | Haunted Vineyard    | Potro & Vanjie       | —                    |
| 10/11     | Final              | Ganadores        | —                  | —                          | —                   | —                    | —                    |
| 10/11     | Shore Is Lava      | James & Marina   | —                  | —                          | —                   | —                    | —                    |
| 10/11     | The Golden Cup     | Marina           | —                  | —                          | —                   | —                    | —                    |

### Resultados generales
| Participantes | Episodios | Episodios | Episodios | Episodios | Episodios | Episodios |
| Participantes | 1/2       | 3/4       | 5/6/7     | 8/9       | 10/11     | Final     |
| ------------- | --------- | --------- | --------- | --------- | --------- | --------- |
| Marina        | 10        | 0         | 35        | 65        | 85        | Ganadora  |
| James         | 20        | 40        | 35        | 65        | 85        | Ganador   |
| Karime        | 10        | 10        | 30        | 30        | 60        | Finalista |
| Ricardo       | 10        | 40        | 30        | 30        | 60        | Finalista |
| Potro         | 0         | 0         | 20        | 20        | 20        | Finalista |
| Vanjie        | 10        | 40        | 20        | 20        | 20        | Finalista |
| Angelina      | 40        | 40        | 35        | 55        | 0         |           |
| Johnny        | 10        | 10        | 35        | 55        | 0         |           |
| Bethan        | 10        | 0         | 35        | 45        | 0         |           |
| Blake         | 20        | 40        | 35        | 45        | 0         |           |
| Giannina      | 10        | 10        | 25        | 0         | 0         |           |
| Trina         | 10        | 10        | 25        | 0         | 0         |           |
| Joey          | 40        | 40        | 0         | 0         | 0         |           |
| Mike          |           |           |           |           | 0         |           |
| Chloe         | 0         | 0         | 0         | 0         |           |           |

     El equipo ganó el Shore-Down final.
     El equipo perdió la Final Shore-Down.
     El equipo perdió el último Juego de Exilio y no avanzó al Final Shore-Down.
     La pareja ganó el Juego del Paraíso.
     La pareja no fue seleccionada para el Juego de Exilio.
     La pareja ganó el Juego de Exilio y permanecen en la villa.
     La pareja perdió el Juego de Exilio, perdiendo todos sus puntos y son enviados al Exilio.
     El concursante se retiró de la competencia.

#### Parejas
| Participantes | Episodios | Episodios | Episodios | Episodios | Episodios | Episodios |
| Participantes | 1/2       | 3/4       | 5/6/7     | 8/9       | 10/11     | Final     |
| ------------- | --------- | --------- | --------- | --------- | --------- | --------- |
| Marina        | Bethan    | Bethan    | James     | James     | James     | James     |
| James         | Blake     | Blake     | Marina    | Marina    | Marina    | Marina    |
| Karime        | Giannina  | Giannina  | Ricardo   | Ricardo   | Ricardo   | Ricardo   |
| Ricardo       | Vanjie    | Vanjie    | Karime    | Karime    | Karime    | Karime    |
| Potro         | Chloe     | Chloe     | Vanjie    | Vanjie    | Vanjie    | Vanjie    |
| Vanjie        | Ricardo   | Ricardo   | Potro     | Potro     | Potro     | Potro     |
| Angelina      | Joey      | Joey      | Johnny    | Johnny    | Johnny    |           |
| Johnny        | Trina     | Trina     | Angelina  | Angelina  | Angelina  |           |
| Bethan        | Marina    | Marina    | Blake     | Blake     | Blake     |           |
| Blake         | James     | James     | Bethan    | Bethan    | Bethan    |           |
| Giannina      | Karime    | Karime    | Trina     | Trina     | Trina     |           |
| Trina         | Johnny    | Johnny    | Giannina  | Giannina  | Giannina  |           |
| Joey          | Angelina  | Angelina  | Chloe     | Chloe     | Mike      |           |
| Mike          |           |           |           |           | Joey      |           |
| Chloe         | Potro     | Potro     | Joey      | Joey      |           |           |

## Temporada 2 (2023)
La segunda temporada se estrenó en Paramount+ el 21 de septiembre de 2023, y doblado al idioma de todas las versiones de MTV. Se filmó entre febrero y marzo de 2023 en Cartagena de Indias, Colombia. Los concursantes fueron anunciados a la par de la fecha de estreno, incluye a nueve estrellas de la franquicia Shore de MTV, además de otros tres competidores.

### Participantes
| Nombre             | Programa original   | Resultado  |
| ------------------ | ------------------- | ---------- |
| Fabio Pasquale     | Germany Shore       | Ganadores  |
| Chase Demoor       | Jugando con Fuego 2 | Ganadores  |
| Guilherme Evaristo | Rio Shore           | Finalistas |
| Marnie Simpson     | Geordie Shore       | Finalistas |
| Isabel Castro      | Acapulco Shore      | Finalistas |
| Xavier Ulibarri    | Acapulco Shore      | Finalistas |
| Hatidza Suarez     | Germany Shore       | Eliminada  |
| Chantelle Connelly | Geordie Shore       | Eliminados |
| Patryk Spiker      | Warsaw Shore        | Eliminados |
| Melinda Melrose    | Jugando con Fuego 2 | Eliminada  |
| Tamaris Sepulveda  | F Boy Island        | Eliminados |
| Vinny Guadagnino   | Jersey Shore        | Eliminados |

### Formato del juego
| Episodio | Episodio             | Ganadores          | Parejas del exilio | Parejas del exilio        | Juego de exilio                                | Resultado del exilio | Resultado del exilio |
| #        | Juego del paraíso    | Ganadores          | Último lugar       | Elección de los ganadores | Juego de exilio                                | Ganadores            | Exiliados            |
| -------- | -------------------- | ------------------ | ------------------ | ------------------------- | ---------------------------------------------- | -------------------- | -------------------- |
| 1/2      | Fiesta de espuma     | Tamaris & Vinny    | Gui & Marnie       | Chase & Melinda           | La resaca                                      | Gui & Marnie         | Chase & Melinda      |
| 3/4      | Comodín              | Fabio & Hatí       | Tamaris & Vinny    | Chantelle & Spiker        | Choques de fiesta                              | Chantelle & Spiker   | Tamaris & Vinny      |
| 5/6      | La próxima ronda     | Chantelle & Spiker | Isa & Xavi         | Fabio & Hatí              | Ruta de bares                                  | Chase                | Haiti & Isa          |
| 5/6      | La próxima ronda     | Chantelle & Spiker | Isa & Xavi         | Chase & Melinda           | Ruta de bares                                  | Chase                | Haiti & Isa          |
| 7/8      | Sexo en la playa     | Melinda & Xavi     | Chantelle & Spiker | Chase & Fabio             | 1 Tequila, 2 Tequila, 3 Tequila, Piso al suelo | Chase & Fabio        | Chantelle & Spiker   |
| 9/10     | Hasta el suelo       | Gui & Marnie       | Melinda & Xavi     | Chase & Fabio             | Quemado por el sol                             | Chase & Fabio        | Melinda & Xavi       |
| 11       | Hamacas borrachas    | Gui & Marnie       | Enviados al exilio | Enviados al exilio        | Manos fuertes                                  | Isa                  | Chantelle            |
| 11       | Hamacas borrachas    | Gui & Marnie       | Chantelle & Spiker | Chantelle & Spiker        | Manos fuertes                                  | Isa                  | Haiti                |
| 11       | Hamacas borrachas    | Gui & Marnie       | Chantelle & Spiker | Chantelle & Spiker        | Manos fuertes                                  | Isa                  | Melinda              |
| 11       | Hamacas borrachas    | Gui & Marnie       | Haiti & Isa        | Haiti & Isa               | Manos fuertes                                  | Xavi                 | Spiker               |
| 11       | Hamacas borrachas    | Gui & Marnie       | Melinda & Xavi     | Melinda & Xavi            | Manos fuertes                                  | Xavi                 | Tamaris              |
| 11       | Hamacas borrachas    | Gui & Marnie       | Tamaris & Vinny    | Tamaris & Vinny           | Manos fuertes                                  | Xavi                 | Vinny                |
| Final    | Dinero               | Chase & Fabio      | –                  | –                         | –                                              | –                    | –                    |
| Final    | Ganchos de batalla   | Chase & Fabio      | –                  | –                         | –                                              | –                    | –                    |
| Final    | Piedra Papel tijeras | Fabio              | –                  | –                         | –                                              | –                    | –                    |

### Progreso de participantes
| Participantes | Episodios | Episodios | Episodios | Episodios | Episodios | Episodios | Episodios |
| Participantes | 1/2       | 3/4       | 5/6       | 7/8       | 9/10      | 11        | Final     |
| ------------- | --------- | --------- | --------- | --------- | --------- | --------- | --------- |
| Fabio         | 400       | 700       | 450       | 550       | 550       | 550       | Ganador   |
| Chase         | 0         | 0         | 450       | 550       | 550       | 550       | Ganador   |
| Gui           | 100       | 300       | 300       | 500       | 800       | 1400      | Finalista |
| Marnie        | 100       | 300       | 200       | 500       | 800       | 1400      | Finalista |
| Isa           | 100       | 200       | 0         | 0         | 100       | 100       | Finalista |
| Xavi          | 100       | 200       | 200       | 500       | 0         | 200       | Finalista |
| Chantelle     | 400       | 400       | 700       | 0         | 0         | 400       | 0         |
| Spiker        | 400       | 400       | 700       | 0         | 0         | 400       | 0         |
| Haiti         | 300       | 600       | 0         | 0         | 100       | 100       | 0         |
| Melinda       | 0         | 0         | 300       | 500       | 0         | 200       | 0         |
| Tamaris       | 500       | 0         | 0         | 0         | 200       | 200       | 0         |
| Vinny         | 500       | 0         | 0         | 0         | 200       | 200       | 0         |

     El equipo ganó el Shore-Down final.
     El equipo perdió la Final Shore-Down.
     El equipo perdió el último Juego de Exilio y no avanzó al Final Shore-Down.
     La pareja ganó el Juego del Paraíso.
     La pareja no fue seleccionada para el Juego de Exilio.
     La pareja ganó el Juego de Exilio y permanecen en la villa.
     La pareja perdió el Juego de Exilio, perdiendo todos sus puntos y son enviados al Exilio.
     El concursante se retiró de la competencia.

#### Parejas
| Participantes | Episodios | Episodios | Episodios | Episodios | Episodios | Episodios | Episodios |
| Participantes | 1/2       | 3/4       | 5/6       | 7/8       | 9/10      | 11        | Final     |
| ------------- | --------- | --------- | --------- | --------- | --------- | --------- | --------- |
| Chase         | Melinda   | Melinda   | Fabio     | Fabio     | Fabio     | Fabio     | Fabio     |
| Fabio         | Haiti     | Haiti     | Chase     | Chase     | Chase     | Chase     | Chase     |
| Gui           | Marnie    | Marnie    | Marnie    | Marnie    | Marnie    | Marnie    | Marnie    |
| Marnie        | Gui       | Gui       | Gui       | Gui       | Gui       | Gui       | Gui       |
| Isa           | Xavi      | Xavi      | Haiti     | Haiti     | Haiti     | Haiti     | Xavi      |
| Xavi          | Isa       | Isa       | Melinda   | Melinda   | Melinda   | Melinda   | Isa       |
| Chantelle     | Spiker    | Spiker    | Spiker    | Spiker    | Spiker    | Spiker    |           |
| Spiker        | Chantelle | Chantelle | Chantelle | Chantelle | Chantelle | Chantelle |           |
| Hati          | Fabio     | Fabio     | Isa       | Isa       | Isa       | Isa       |           |
| Melinda       | Chase     | Chase     | Xavi      | Xavi      | Xavi      | Xavi      |           |
| Tamaris       | Vinny     | Vinny     | Vinny     | Vinny     | Vinny     | Vinny     |           |
| Vinny         | Tamaris   | Tamaris   | Tamaris   | Tamaris   | Tamaris   | Tamaris   |           |

## Episodios
| Temporada | Temporada | Episodios | Transmisión origiinal    | Transmisión origiinal  |
| Temporada | Temporada | Episodios | Inicio                   | Final                  |
| --------- | --------- | --------- | ------------------------ | ---------------------- |
|           | T1        | 11        | 29 de junio de 2022      | 31 de agosto de 2022   |
|           | T2        | 12        | 21 de septiembre de 2023 | 7 de diciembre de 2023 |

### Temporada 1 (2022)
| N.º (total) | N.º (temp.) | Título                                  | Estreno              |
| ----------- | ----------- | --------------------------------------- | -------------------- |
| 1           | 1           | «¡Bienvenidos a The Shore!»             | 29 de junio de 2022  |
| 2           | 2           | «Todos somos prostitutas»               | 29 de junio de 2022  |
| 3           | 3           | «Debe haber sido el masaje»             | 6 de julio de 2022   |
| 4           | 4           | «Quemando la casa»                      | 13 de julio de 2022  |
| 5           | 5           | «Shore-vergonzoso»                      | 20 de julio de 2022  |
| 6           | 6           | «¡Agarra un trago, lo vas a necesitar!» | 26 de julio de 2022  |
| 7           | 7           | «¡Cuánta porquería!»                    | 3 de agosto de 2022  |
| 8           | 8           | «Mejores amigos, muchos beneficios»     | 10 de agosto de 2022 |
| 9           | 9           | «A, B, C, Te veo luego»                 | 17 de agosto de 2022 |
| 10          | 10          | «El juego es más importante que tú»     | 24 de agosto de 2022 |
| 11          | 11          | «La Batalla Final»                      | 31 de agosto de 2022 |

### Temporada 2 (2023)
| N.º (total) | N.º (temp.) | Título                                         | Estreno                  | Audiencia (en millones) |
| ----------- | ----------- | ---------------------------------------------- | ------------------------ | ----------------------- |
| 12          | 1           | «¿Quién está listo para la fiesta?»            | 21 de septiembre de 2023 | 0.10                    |
| 13          | 2           | «Vomitar y volver»                             | 28 de septiembre de 2023 | 0.08                    |
| 14          | 3           | «Tu cerebro es como el de un tiranosaurio rex» | 5 de octubre de 2023     | 0.07                    |
| 15          | 4           | «¡Karma desvergonzado!»                        | 12 de octubre de 2023    | 0.10                    |
| 16          | 5           | «Demasiado linda para esto»                    | 19 de octubre de 2023    | 0.11                    |
| 17          | 6           | «Dile adiós a tu pareja»                       | 26 de octubre de 2023    | —                       |
| 18          | 7           | «Me arrojaron una bebida a la cara»            | 2 de noviembre de 2023   | —                       |
| 19          | 8           | «Prefiero ser un gusano que una rata»          | 9 de noviembre de 2023   | —                       |
| 20          | 9           | «Todos están desnudos... es una matanza»       | 16 de noviembre de 2023  | —                       |
| 21          | 10          | «Este es un caso para el FBI»                  | 23 de noviembre de 2023  | —                       |
| 22          | 11          | «¿En quién confías?»                           | 30 de noviembre de 2023  | —                       |
| 23          | 12          | «El último shore»                              | 7 de diciembre de 2023   | —                       |